# Маклэй, Даниэль
Даниэль Маклэй (англ. Daniel McLay; род. 3 января 1992, Веллингтон, Новая Зеландия ) — британский профессиональный шоссейный велогонщик, выступающий за команду мирового тура «EF Education First-Drapac p/b Cannondale».

## Достижения

### Трек
2010
Чемпионат мира по велоспорту на треке среди юниоров
1-й  - Чемпион мира Мэдисон (вместе с Саймоном Йейтсом)
2-й  - Командная гонка преследования

### Шоссе
2010
1-й   — Чемпион Великобритании — групповая гонка (юниоры)
1-й   — Юниорский тур Уэльса — ГК
2-й — Париж — Рубе Юниоры
2011
1-й — Гран-при Варегем (U-23)
6-й — Dorpenomloop Rucphen
2012
1-й — De Drie Zustersteden
2-й — Kernen Omloop Echt-Susteren
2013
2-й — Dorpenomloop Rucphen
4-й — Чемпионат Великобритании — индивидуальная гонка (U-23)
4-й — Париж — Шони
5-й — Стер ван Зволле
5-й — Textielprijs Vichte
6-й — Париж — Аррас Тур — ГК
2014
Тур Нормандии
1-й   — ОК
1-й — этап 3
1-й — этап 3 Тур де л’Авенир
2-й — Dorpenomloop Rucphen
3-й — Чемпионат Великобритании — индивидуальная гонка (U-23)
4-й — Париж — Аррас Тур — ГК
1-й — этап 3
5-й — Grand Prix de la ville de Pérenchies
7-й — Париж — Тур U-23
10-й — Beaumont Trophy
2015
1-й — этап 3 La Tropicale Amissa Bongo
6-й — Париж — Брюссель
7-й — Париж — Бурж
8-й — Тур Пикардии — ГК
8-й — Велотон Берлин
2016
1-й — Гран-при Денена
1-й — Гран-при Соммы
4-й — Гран-при Исберга
5-й — Тур Пикардии — ГК
10-й — Букль-де-ля-Майенн — ГК
10-й — Схелдепрейс
2017
1-й — Тур де Еврометрополь
1-й — Trofeo Playa de Palma
3-й — Trofeo Felanitx–Ses Salines–Campos–Porreres
2018
1-й на этапе 4 — Circuit de la Sarthe
2019
1-й на этапе 1 — Херальд Сан Тур
| ГК | Генеральная классификация |
| ОК | Очковая классификация     |

### Гранд-туры
| Гонка           | 2016 | 2017 |
| --------------- | ---- | ---- |
| Джиро д'Италия  | —    | —    |
| Тур де Франс    | 170  | НФ   |
| Вуэльта Испании | —    | —    |

| —  | Не участвовал  |
| НФ | Не финишировал |